# Aruj

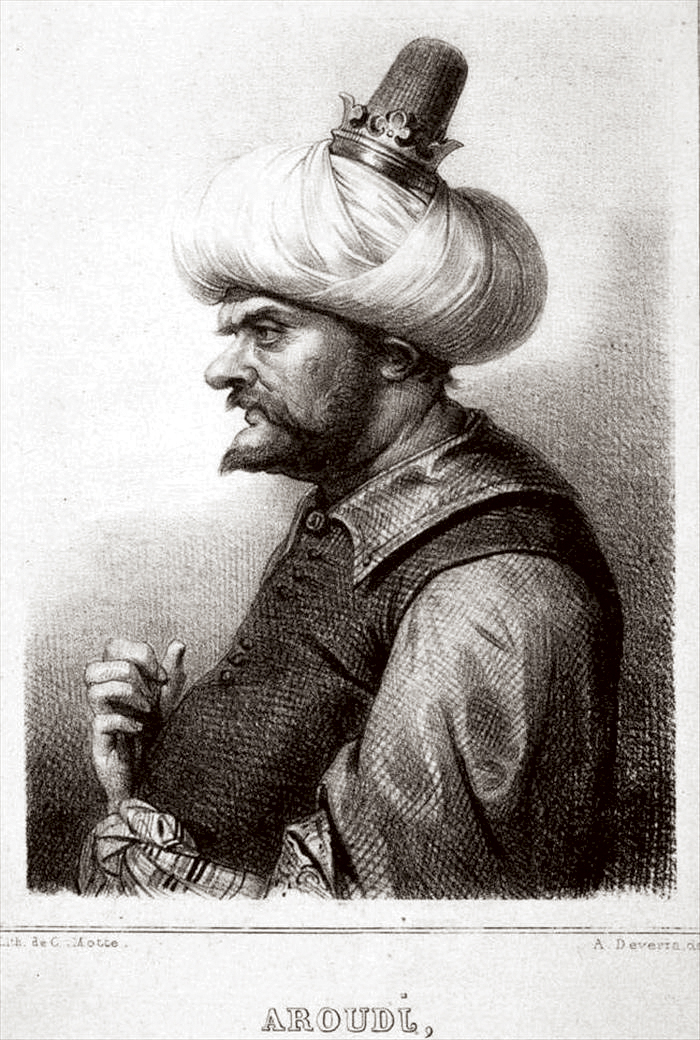
Aroudj. Litografía de Charles Motte sobre dibujo de Achille Devéria.

Aruj (en turco: Oruç Reis (almirante Oruç) (Lesbos, 1474–Argelia,1518), también conocido como Baba Aruj o Barbarroja por el color de su barba (a veces Barbarossa, como en italiano), fue un corsario aliado del imperio otomano. Sultán de Jijel (1514), de Cherchell (1516), de Argel (1516), de Tenés (1517) y de Tremecén (1517).
Aruj fue uno entre cuatro hermanos: Ishak, Aruj, Hizir e Ilyas. Hizir, el tercero de ellos, sería llamado luego Jeireddín (Defensor de la Fe), y también fue apodado Barbarroja. Nacieron en los años setenta del siglo XV en la isla de Lesbos (Λέσβος), todos hijos de Yakub Aga y una madre cristiana griega, Katalina (Katerina), de la que se ha dicho que era de Andalucía y viuda de un sacerdote cristiano. Algunas fuentes hacen de Yakub un Sipahi, una especie de caballero feudal, mientras que otras lo convierten en jenízaro originario de Vardar, cerca de Salónica.
El heroico marino Aruj ayudó en el desplazamiento de miles de musulmanes andalusíes hacia el norte de África cuando fueron expulsados de España a inicios del siglo XVI, además de la preservación de la existencia musulmana en la Berbería en contra de los españoles. Cobró renombre por sus victorias en el Mediterráneo, acompañado de sus hermanos Hizir (Hayreddin Barbarossa), Ilyas and Ishak. Habiendo llegado a tierras argelinas por invitación de la comunidad local, con la intención de poner fin a la invasión española, Aruj también estableció las bases de la amistad turco-argelina. Después de perder su brazo durante el fracasado sito al castillo de Bugía en 1514, el marino logró salvar la ciudad de Argel del dominio español en 1516. Murió en Chabat Al Laham en 1518 cuando combatia en Tremecén al occidente de Argelia.

## Inicios comerciales
Los cuatro hermanos comenzaron como comerciantes. Ishaq se mantuvo en la isla de Lesbos, Hizir operó en el mar Egeo, mientras que Aruj e Ilias operaban en los mares del Levante. En 1499 volviendo de un viaje comercial cayeron en manos de los caballeros de San Juan. Los hermanos no estaban dispuestos a perder sus mercancías y mucho menos el barco del negocio familiar. Opusieron resistencia y el menor de los hermanos, Ilias fue asesinado, mientras que Aruj fue herido y hecho prisionero. Su destino fue bogar en galeras como cautivo durante tres años, hasta que su hermano menor Hizir supo donde se encontraba y encontró el modo de ayudarlo a escapar.

## Establecimiento de Aruj en la Berbería
En 1502 Aruj recibe 18 galeras del príncipe Şehzade Korkut y empieza oficialmente su carrera de corsario y verdugo de los cristianos, en especial los caballeros de San Juan; posteriormente, recibiría de este mismo príncipe 24 embarcaciones más. En 1503 toma la isla de Yerba, se establece allí y su hermano Hizir decide unírsele para expandir sus operaciones. 

1504 es un año crucial para Aruj y Hizir, pues lograron establecer un trato con el sultán tunecino de la dinastía hafsí, sultán Muhammad b. al-Hasan (1493–1526). En el acuerdo, el sultán le permitía a Aruj establecerse en el puerto de la Goleta a cambio de un tercio de todo botín capturado. A partir de este año su fama fue en aumento, pues entre 1504 y 1510, transportó musulmanes mudéjares desde la España cristiana al norte de África. Esto llevó a que se le empezara a conocer como Baba Aruj, o Baba Oruc (cuyo significado es 'Padre Aruj'), por los paternales cuidados que ofrecía a los musulmanes necesitados. De una corrupción de Baba Aruj, surge el nombre Barbarroja (o su versión italiana: Barbarossa). 

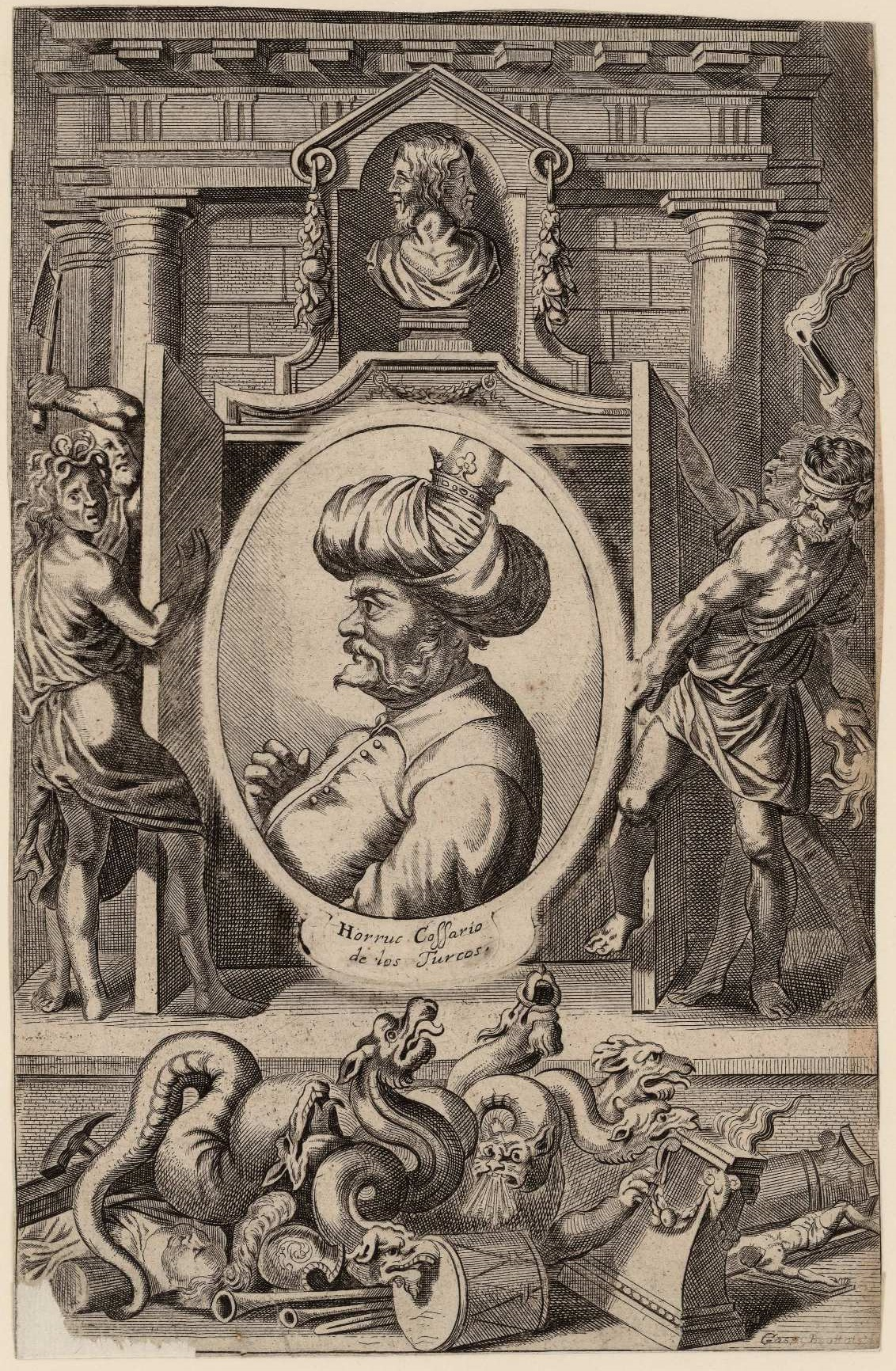
Gaspar Bouttats: Retrato de Horruc (Barbarroja), aguafuerte, 1681. Inscripción: "Horruc Cossario de los Turcos". Biblioteca Nacional de España.

Con el pasar del tiempo su fama fue creciendo también entre los cristianos, aunque por razones inversas. La realidad se confundía con el mito y en el mundo mediterráneo empezó a correr el rumor de que sus recursos eran ilimitados, de que Dios lo había hecho invulnerable al filo de la espada, de que había firmado un pacto con el diablo para que sus barcos fueran invisibles. Su crueldad también había adquirido dimensiones legendarias: se decía que Aruj había arrancado la garganta a un cristiano con sus propios dientes y engullido su lengua, que había matado a cincuenta hombres con su cimitarra, que había amarrado la cabeza de un caballero de la orden de San Juan a una soga y la fue apretando hasta que los ojos se salieron de las órbitas. En España e Italia la gente se persignaba cuando nombraban a Barbarroja. Inmensas sumas fueron ofrecidas por su captura, vivo o muerto. No solo la fama de su crueldad creció sino la de las riquezas que fue adquiriendo. Hizir afirmaba que en solo un mes habían capturado 21 barcos mercantes y 380 hombres, mujeres y niños.
En 1509, Ishaq, el mayor de los hermanos, se unió a los otros dos como ya lo habían hecho múltiples renombrados corsarios musulmanes ante la fama de invencibles que había ido ganando Barbarroja y su hermano. Entre los corsarios de renombre que se les unieron en expediciones de saqueo se encuentra Kurtoğlu (también conocido como Curtogoli), quien en 1516 se les unió para sitiar el castillo Elba y luego Liguria. Entre los pocos reveses que tuvieron los tres hermanos por aquel entonces se cuenta el intento de arrebatar Bugía a los españoles. El gobernador del territorio de la dinastía de los hafsíes había sido depuesto por los españoles en 1510 y desde el exilio pidió ayuda a Barbarroja y sus dos hermanos. En agosto de 1512 se dio el intento sangriento de recuperar Bugía que le costó a Aruj su brazo izquierdo. Perdió la mano pero ganó el apodo de Gümüş Kol (brazo de plata), en referencia a la prótesis plateada con la que remplazó el miembro perdido.
Las aspiraciones de Brazo de plata Barbarroja iban más allá de la mera piratería y la toma de cautivos. Aruj quería ser un sultán, dominar su propio territorio, y el ambiente político en el norte de África parecía propicio. Vio con sus propios ojos como los poderes tradicionales en la Berbería se fragmentaban ante la aparición reciente del poder español en la región, que sin embargo, no tenía una presencia militar ni gubernamental amplia, apenas unas cuantas plazas difuminadas en el Magreb. Pero antes de aprovechar la inestabilidad regional en provecho propio, era necesario consolidar su poder y hacerse con aliados de peso. En 1515 envió al navegante y cartógrafo Piri Reis hacia Estambul. La misión diplomática, que llevaba como presente para el Gran Sultán un barco francés tomado por Barbarroja, tenía por objetivo rogar por la protección del Gran Sultán Selim I. Aruj Barbarroja no se vio defraudado en sus aspiraciones; al poco tiempo la respuesta  de Selim I llegó en la forma de regalos suntuosos: títulos, telas de seda, una espada cubierta de joyas; pero más útiles aún fueron las dos grandes galeras con cañones, pólvora y tropas que fueron puestas a su disposición. Con este intercambio de regalos se inicia un proceso que terminaría por incluir a la Berbería dentro del Imperio Otomano.

## Sultán de Argel

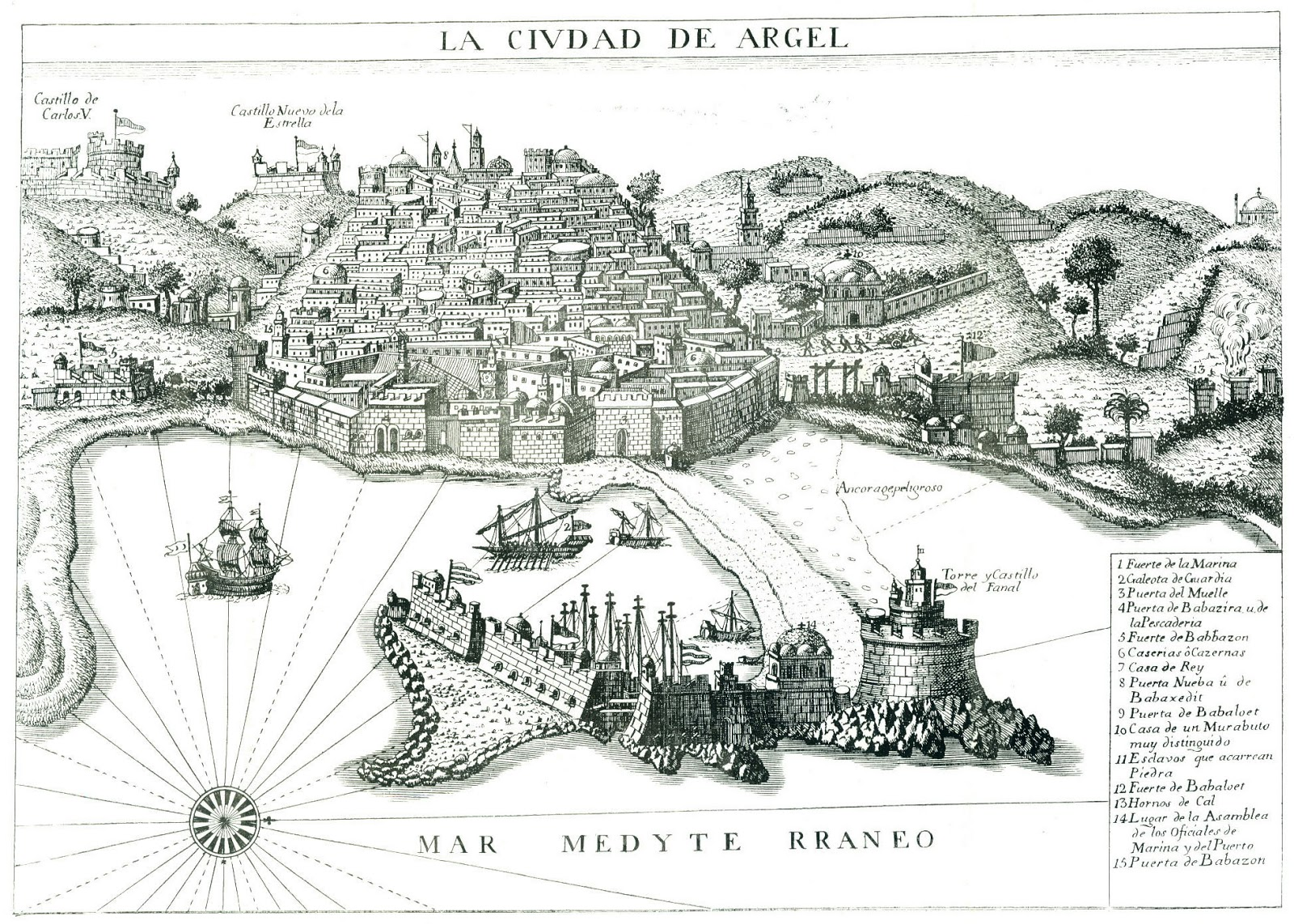
Ciudad de Argel con primer plano del Peñón

Posterior a la toma de Orán en 1509, el rey de España Fernando II de Aragón propende por una expansión de plazas fuertes en la Berbería. En el año de 1510 se logran múltiples conquistas para la Corona española, entre ellas la toma del peñón de Argel donde se deja una guarnición armada y se construye una fortaleza obligando a la ciudad a someterse al poder español y pagar tributo a cambio de permitir que la población continúe con su vida comercial sin alteraciones.
A la muerte de Fernando en 1516, los pobladores de Argel sintieron que era la oportunidad de sacudirse de la autoridad española e invitaron a un gobernante vecino, Sheikh Selim, de ascendencia árabe, para que los ayudara a liberarse definitivamente de los invasores españoles y se convirtiera en su gobernante. A su vez, Sheikh Selim invitó a Barbarroja y sus hermanos para que se le unieran en la recuperación de Argel.
Aruj acepta la alianza sabiendo de antemano que esta era la oportunidad que había estado esperando para consolidar su poder en la Berbería. Previamente se había autoproclamado sultán de Jijel y ahora, bajo el pretexto de liberar a los argelinos, ponía en movimiento su poder militar con el fin de autoproclamarse sultán de Argel.
Por mar envió 500 turcos a bordo de 16 galeotas equipadas con artillería de asedio y bajo el comando de su hermano Khizir. Por su parte, Aruj brazo de plata Barbarroja marchó por tierra en cabeza de 800 turcos, 3000 de sus súbditos, y alrededor de 2000 voluntarios moros. Pero antes de unirse a las fuerzas de Sheikh Selim Aruj decidió hacer una parada momentánea en el puerto de Shershell, en donde otro turco, Kara Hassan se había proclamado sultán de esta pequeña población. Hassan se encontraba al mando de un buen número de moros, turcos y algunas galeotas que Barbarroja consideró que serían de mejor utilidad en su poder, de tal suerte que haciendo creer a Hassan que acudía a él para cimentar una alianza, le asesinó en cuanto tuvo la oportunidad obteniendo su título de sultán, su territorio y el respaldo militar para dedicarse de lleno a su misión principal: la toma de Argel.
Una vez en la ciudad, sitió la fortificación española en el peñón de Argel. Durante 20 días los cañones de Barbarroja chocaron contra las murallas españolas pero sin causar mella a la fortificación. La plaza fuerte había sido levantada para soportar el asedio de la artillería más avanzada de la época, el armamento de Barbarroja no estaba a la altura de la misión. Sin embargo, que no pudiera ganarle a los españoles no significaba que no pudiera ganar la ciudad para sí. De manera análoga a lo realizado con Hassan, Aruj Barbarroja pretendía deshacerse de su aliado contra los españoles para así quedar como líder único del asedio y como sultán indiscutido de Argel. Se cuenta que mientras Sheikh Selim estaba en la bañera aseándose para sus oraciones, Barbarroja entró sigilosamente armado con una temible toalla mojada. La puso alrededor del cuello del incauto Selim; cuando este reaccionó ya al oxígeno se le negaba el ingreso al cuerpo. Aruj contó que Sheikh Selim había muerto de un ataque al corazón. Una mentira que los subalternos de Selim aceptaron de buena gana pues temían ser víctimas de algún ataque cardiaco durante el sitio a los españoles.
Pese a que los españoles seguían en su plaza fuerte, esto no fue obstáculo para que Aruj se autoproclamara sultán de Argel. No había duda, las monedas de oro y plata acuñadas con la inscripción “sultán Aruj” reafirmaban el hecho de que los argelinos tenían un nuevo amo, severo, sanguinario, imponente y, aunque musulmán como ellos, no menos extranjero que los españoles. 
Sometidos al bombardeo de la ciudad desde el peñón de Argel e imposibilitado el comercio costero en tal situación bélica, los ciudadanos añoraron el suave yugo español que permitía a la ciudad prosperar a cambio de una mera sumisión nominal y un tributo predecible. Pero en cambio con Aruj Barbarroja solo había incertidumbre y el temor de que el brazo de plata se tiñera con la sangre argelina.
Las cartas selladas empezaron a moverse entre el peñón y la ciudad. Los notables de la ciudad llegaron a un acuerdo secreto con los españoles buscando poner fin al dominio turco impuesto por Barbarroja. Viendo la inutilidad de bombardear la Fortaleza Española las naves de Barbarroja, que ya eran 22 gracias a las tomadas de Hassan, se replegaron en el puerto limitándose a imponer un bloqueo a la fortificación pero manteniéndose fuera del rango de tiro de los españoles. El plan tramado en contra de Barbarroja consistía en enviar argelinos a prender fuego a las galeras de Aruj y en el momento en el que los turcos de Barbarroja salieran de la ciudad para apagar el incendio los argelinos cerrarían las puertas de la ciudad; momento en el cual atracarían en la playa los botes llenos de españoles que se habían preparado en el peñón para, junto con guerreros de argel y caballería árabe venida de las inmediaciones, masacrar a los turcos de Barbarroja.
Pero la red de espías del sultán Barbarroja descubrió el complot y discretamente se lo informó. Aruj no hizo nada para delatar su conocimiento del plan tramado por cierto círculo de notables de la ciudad, más que enviar un destacamento de sus hombres a cuidar las embarcaciones. Barbarroja esperó con paciencia el Sabbath y se dirigió con su hermano Hizir a la mezquita central de Argel a realizar las oraciones habituales. Por lo menos así lo creyeron los notables de la ciudad cuando los vieron ingresar a la mezquita. Pero, cuando se escuchó el eco de los portones cerrándose, los feligreses, entre los que se encontraban los conspiradores, supieron con certeza que no era otro viernes habitual de oración.
En cada entrada un cuerpo de turcos se plantó y el silencio atronador de la mezquita fue interrumpido por Barbarroja quien dijo que poca utilidad encontraba en hombres dispuestos a maquinar y comerciar con cristianos con tal de mantener y acrecentar sus propiedades. Aruj alzó su mano y el destacamento turco se fue acercando a los aterrados árabes y moros que fueron amarrados con sus propios turbantes. Todos excepto veinte; veinte notables seleccionados entre la multitud, los conspiradores identificados con nombre propio por los espías de Aruj. Los seleccionados fueron conducidos fuera del templo seguidos por los feligreses amarrados. En frente de la mezquita ante la mirada apabullada del populacho y los notables, las 20 cabezas se desprendieron de sus cuerpos, los cuales fueron dejados en el sol para la orgía de las moscas.
Aruj se volvió a los espectadores y en tono paternal y conciliador, como cuando ayudaba en el transporte de los moros exiliados de España, les dijo que por su propia seguridad lo mejor que podían hacer era cooperar con él. Que como sultán de Argel necesitaba dinero para mejorar la infraestructura de la ciudad y construir fortificaciones adecuadas para resistir a los cristianos. Que su único objetivo era hacer de Argel la ciudad principal de toda la Berbería. Naturalmente, los notables de la ciudad, se sintieron persuadidos y privilegiados de participar en el renacer de Argel. No hubo una sola objeción.

## Aruj en el poder
En mayo de 1517, Aruj tuvo noticia de una armada española de unos 10.000 hombres bajo el mando del almirante Diego de Vera, que se aproximaba con el objetivo de recuperar Argel para los españoles. Barbarroja estaba informado y preparado para la invasión que se aproximaba. En el momento en que las tropas españolas desembarcaban, Aruj y sus arcabuceros turcos se abalanzaron sobre los desprevenidos españoles. En un abrir y cerrar de ojos despedazaron a cerca de 3.000 de los hombres de Vera e hicieron cautivos a otros 400.  Las tropas españolas que restaban por atracar en tierra tuvieron que retirarse con la mala suerte de que una tormenta marina arreció y muchas galeras se perdieron. Ese golpe de suerte de la naturaleza sirvió para que Aruj acrecentara su fama de invencible en la Berbería.
En junio de 1517 el gobernante de Tenés temiendo la expansión de los turcos y, entendiendo que las ambiciones territoriales de Aruj podrían ser mucho más peligrosas que la presencia española en la Berbería, decidió tomar cartas en el asunto. Logró reunir un ejército confederado de pequeños reinos vecinos con infantería y caballería que sumaba unos 10.000 hombres. Sabiendo del ataque inminente que se cernía sobre Argel Aruj decidió adelantarse a la llegada del ejército rival. Tomó un batallón de 1.500 de sus más leales arcabuceros turcos y moros, dejó a su hermano Khizir a cargo de Argel, y él marchó al occidente a encarar el gobernante de Tenés. Los miles de aguerridos locales no tenían nada que hacer contra las armas de fuego de los hombres de Aruj. Cuando la retirada se hizo inevitable, Aruj se lanzó al ataque, marchó más al oeste y tomó la ciudad de Tenés. Después de que sus hombres se hastiaron del saqueo, Aruj reunió a la población local y con su elocuencia habitual les prometió su protección incondicional. Allí, Arrua se autoproclamó Sultán de Tenés. No hubo una sola objeción.
Después del indiscutido triunfo en Tenés y de configurarse como la potencia militar de la Berbería, Aruj fue contactado por los notables de la ciudad de Tremecén. Estos detestaban a su gobernante actual y la ciudad a Aruj con tal de que se deshiciera del gobernante. Desde Tenés, Aruj solicitó a su hermano Hizir que le hiciera llegar por vía marítima pertrechos, armamento y municiones. Tan pronto como llegó la artillería, Aruj continuó con su campaña conquistadora en dirección a Tremecén. El Sultán Barbarroja se encaró a un ejército que lo superaba 3 a 1 y, sin embargo, la impresión que las armas de fuego causaron en sus rivales provocó que huyeran en desbandada. En septiembre de 1517, Barbarroja hizo su entrada triunfal a Tremecén. A modo de estandarte llevaba una pica con la cabeza del antiguo gobernante de la ciudad clavada en su extremo.
Afincado como potencia central de la Berbería, Brazo de plata Barbarroja se apresuró a establecer relaciones diplomáticas tanto con Túnez en el este como con el reino de Fez en el oeste, ello en anticipo de una contraofensiva por parte de los españoles desde Orán. El año 1517 fue el cenit de la carrera militar del Sultán Aruj Barbarroja.

## Muerte de Aruj

Escudo de Tineo (Asturias). Al lado del Castillo, en otro cuartel, figura la CABEZA DE BARBARROJA, sobre el alfanje que le dio muerte, rodeada de cuatro cabezas de turcos, con este lema: Omnia vincit virtus. El origen de este cuartel está en la familia de García Fernández de la Plaza, a la que concedió la reina doña Juana y su hijo don Carlos, por real Cédula y ejecutoria dada en Zaragoza, a 25 de noviembre de 1518

El crecimiento meteórico de Aruj en la Berbería causó particular preocupación al gobernador de Orán Diego Fernández de Córdoba, quien aprovechó el invierno de 1517 para visitar al recién desembarcado y coronado Rey de España Carlos I. El marqués de Comares le hizo una relatoría detallada de la volátil situación de la Berbería y como los puestos fuertes que a pulso habían construido los españoles se encontraban amenazados por un nuevo poder hegemónico en la región. El joven monarca don Carlos entendió muy bien que era necesario poner fin a la expansión turca antes de que fuera incontrolable.Además, una campaña militar al norte de África se le presentaba como una oportunidad para ganar legitimidad ante sus súbditos en España que lo veían con recelo por su origen extranjero. 
En invierno se hicieron todos los preparativos para la invasión española. Un destacamento de 10.000 veteranos con la mejor artillería de sitio sería comandado por el marqués de Comares. Aruj Barbarroja estaba al tanto de los preparativos bélicos en su contra y él mismo se ocupó diligentemente de mejorar las fortificaciones de la ciudad de Tremecén y de pactar con el Sultán de Fez una ayuda de hombres para poder repeler a los españoles. 
En la primavera de 1518, cuando Comares y sus fuerzas ya desembarcaban en Orán y se enfilaban hacia Tremecén, Aruj afrontó la amarga realidad: pese a las mejoras realizadas en los  últimos meses, las murallas de Tremecén no soportarían un asedio sostenido de armas de primer nivel, los refuerzos desde Fez no llegaron y sus 1.500 hombres no podrían vencer los 10.000 españoles que también portaban armas de fuego. En vez de quedarse en Tremecén a encarar la muerte, buscó retirarse a Argel donde su hermano lo aguardaría con más hombres y mejores defensas.
Los hombres de Aruj fueron interceptados por la retaguardia y, pese a la posibilidad de escapatoria que se le ofreció a Barbarroja, él prefirió acudir en ayuda de sus hombres. Aunque tenía la certeza de la muerte como resultado final, prefirió dar su vida al lado de los que en tantas campañas estuvieron dispuestos a morir por él. La batalla se tornó en combate cuerpo a cuerpo y en el centro, blandiendo un hacha con su mano derecha, infligió la última herida al capitán Don García Fernández de la Plaza de Tineo, quien lo atravesó con una lanza. El capitán se apresuró a cortarle la cabeza a Barbarroja para asegurar la muerte del legendario corsario.
Se hicieron procesiones por la Berbería con la cabeza de Barbarroja como prueba de su muerte. Carlos I permitió que la representación pictórica de la cabeza de Barbarroja fuera incluida en el escudo de armas personal de Don García que pasaría a incluirse en el escudo del ayuntamiento de Tineo. La túnica que Aruj vestía el día de su muerte fue llevada al obispo de Córdoba, quien en la catedral de la ciudad usó la capa para cubrir a San Bartolomé, sin embargo localmente siempre fue conocida como la capa de Barbarroja.